# Alexander Dale Oen
Alexander Dale Oen [ɑlɛk'sɑndər 'dɑ:lə 'u:ən] (* 21. Mai 1985 in Øygarden, Norwegen; † 30. April 2012 in Flagstaff, Arizona, USA) war ein norwegischer Schwimmer. Seine Hauptstrecken waren 50 und 100 Meter Brust. Über 100 Meter wurde er 2011 Weltmeister.

## Werdegang
Alexander Dale Oen trainierte unter Stig Leganger-Hansen beim Club Vestkantsvømmerne in der westnorwegischen Provinz Hordaland. Mit 16 Jahren zog er um nach Laksevåg (Ortsteil von Bergen), um das Training und den Besuch des Gymnasiums besser als in seiner Heimatgemeinde Øygarden vereinbaren zu können. Der internationale Durchbruch gelang ihm bei den Schwimmweltmeisterschaften 2003 in Barcelona. Dort schwamm er über 100 Meter Brust erstmals ins Finale und wurde Siebter. Bei den Weltmeisterschaften 2005 in Montreal konnte er diese Platzierung nochmals wiederholen. Im nächsten Jahr gelang ihm dann der erste sehr große Erfolg. Bei den Kurzbahnweltmeisterschaften 2006 in Shanghai gewann er über die gleiche Strecke die Bronzemedaille. Damit war er der erste männliche Schwimmer, der für Norwegen eine Medaille bei Weltmeisterschaften gewinnen konnte. Im gleichen Jahr gewann er auch noch eine Silbermedaille bei den Europameisterschaften 2006 in Budapest.
Zwei Jahre später bei den Europameisterschaften 2008 in Eindhoven wurde er zum erfolgreichsten Brustschwimmer dieser Wettkämpfe, als er Gold über die 100 Meter und jeweils Silber über die 50 und 200 Meter Brust gewann. Außerdem nahm er bei seinem Gewinn der Goldmedaille Roman Sludnow den knapp sieben Jahre alten 100-Meter-Brusteuroparekord ab. Bei den Olympischen Sommerspielen in Peking erreichte er Silber im Brustschwimmen über 100 Meter.
Oens größter Erfolg war der Gewinn der Goldmedaille über 100 Meter Brust bei den Weltmeisterschaften 2011 in Shanghai, was ihn zum ersten norwegischen Titelträger bei Schwimmweltmeisterschaften machte. Den Titel widmete er den Opfern der Anschläge in Norwegen. Wenig später errang er zwei Medaillen bei den Kurzbahneuropameisterschaften 2011 in Stettin (Gold über 100 Meter Brust, Bronze über 50 Meter Brust). Im gleichen Jahr erhielt Alexander Dale Oen für seine sportlichen Erfolge die Aftenposten-Goldmedaille und wurde zu Norwegens Sportler des Jahres und zum Europäischen Schwimmer des Jahres gewählt.
Oen starb am 30. April 2012 während eines Höhentrainingslagers des norwegischen Schwimmverbands in Arizona, wo er sich auf die Olympischen Sommerspiele in London vorbereitete, an einem Herzinfarkt infolge einer koronaren Herzkrankheit.

### Andenken
Drei Wochen nach seinem Tod wurde zur Eröffnung der Europameisterschaften in Debrecen mit einem kurzen Film an Alexander Dale Oen erinnert, der an diesem Tag seinen 27. Geburtstag gefeiert hätte.
Das im Jahr 2014 in Bergen eröffnete Schwimmzentrum trägt den Namen „Alexander Dale Oen Arena“ (AdO Arena).